# Wilhelm Carl Friedrich von Burgsdorff
Wilhelm Carl Friedrich von Burgsdorff (* 3. Mai 1775 auf Gut Schaumburg an der Oder, Landkreis Cüstrin; † 16. Februar 1849 in Potsdam) war Landstallmeister am Hauptgestüt Trakehnen.

## Herkunft
Seine Eltern waren der Oberforstmeister Friedrich August Ludwig von Burgsdorff (1747–1802) und dessen erste Ehefrau Frederike Sophie von Burgsdorff aus dem Haus Grünrade (1752–1784). Der königlich-preußische Oberlandforstmeister Karl Friedrich Wilhelm von Burgsdorff (* 15. Februar 1781 in Tegel; † 8. April 1858 in Berlin) war sein Halbbruder. In zweiter Ehe heiratete sein Vater Margarethe Tugendreich von Burgsdorff aus dem Hause Grünrade (1741–1808).

## Leben
Er stammte aus dem Haus Burgsdorff. 1789 wurde er zunächst forstdienstlich tätig und wurde dann zum Königlichen Jagdpagen ernannt. Auf Veranlassung von Oberstallmeister Graf Lindenau bekam er 1790 ein Stipendium für die am 1. Juni 1790 eröffnete Tierarzneischule Berlin. 1793 begleitete er König Friedrich Wilhelm II. (Preußen) als Reisestallmeister im Krieg gegen Frankreich in die Champagne.
Nach dem Krieg war er bis 1801 unter Graf Lindenau Königlicher Stallmeister in Berlin. Von 1802 bis 1805 war er Leiter des Westpreußischen Landgestütsmarstalls Münsterwalde. Danach war er Zivilkommissar für Mobilmachungspferde, die die Provinz Westpreußen stellen musste. 1808 wurde er Hauptstallmeister am Hauptgestüt Trakehnen unter  Friedrich Karl Ludwig von Below, dessen Nachfolger er 1815 wurde. Am Aufbau des 1. Remontedepots in Kuckerneese wirkte er 1821 mit. Er schied 1842 aus dem Staatsdienst aus und lebte bis 1847 auf seinem Gut Serpenten (bei Gumbinnen). Dann verkaufte er es und zog nach Potsdam.

## Familie
Er heiratete am 15. Dezember 1801 in Fürstenau Amalie von Normann (* 1. Juni 1780; † 5. Oktober 1848). Die Ehe blieb ohne Kinder.

## Schriften
- 1827: Versuch eines Beweises, dass die Pferderennen in England so wie sie jetzt bestehen, kein wesentliches Beförderungsmittel der besseren edlen Pferdezucht in Deutschland werden können
- 1840: Einige Notizen über die Entstehung und den Fortgang der edleren Pferdezucht in Preußen, besonders in Bezug auf Trakehnen